# Svarttjärnen (Åre socken, Jämtland, 705430-135040)
Svarttjärnen är en sjö i Åre kommun i Jämtland och ingår i Indalsälvens huvudavrinningsområde.